# Розалінд
Розалінд (англ. Rosalind) — село в Канаді, у провінції Альберта, у складі муніципального району Кемроуз.

## Населення
За даними перепису 2016 року, село нараховувало 188 осіб, показавши скорочення на 1,1%, порівняно з 2011-м роком. Середня густина населення становила 303,1 осіб/км².
З офіційних мов обидвома одночасно володіли 5 жителів, тільки англійською — 185. Усього 5 осіб вважали рідною мовою не одну з офіційних.
Працездатне населення становило 95 осіб (73,1% усього населення), рівень безробіття — 10,5% (16,7% серед чоловіків та 0% серед жінок). 78,9% осіб були найманими працівниками, а 10,5% — самозайнятими.
Середній дохід на особу становив $12 013 (медіана $12 002), при цьому для чоловіків — $12 013, а для жінок $12 013 (медіани — $12 002 та $12 002 відповідно).
26,9% мешканців мали закінчену шкільну освіту, не мали закінченої шкільної освіти — 15,4%, 57,7% мали післяшкільну освіту, з яких 13,3% мали диплом бакалавра, або вищий.
| Статево-вікова структура населення | Статево-вікова структура населення | Статево-вікова структура населення | Статево-вікова структура населення | Статево-вікова структура населення |
| ---------------------------------- | ---------------------------------- | ---------------------------------- | ---------------------------------- | ---------------------------------- |
|                                    |                                    |                                    |                                    |                                    |
| Всього                             | Всього                             | 50,0%                              |                                    |                                    |
| 0 — 14 років                       | 0 — 14 років                       |                                    | 18,4%                              | 18,4%                              |
| 15 — 64 років                      | 15 — 64 років                      |                                    | 57,9%                              | 57,9%                              |
| 65 і більше                        | 65 і більше                        |                                    | 23,7%                              | 23,7%                              |
| Середній вік (років)               | Середній вік (років)               | 43,845,2                           | 44,5                               | 44,5                               |
| Медіана (років)                    | Медіана (років)                    | 49,552,2                           | 50,0                               | 50,0                               |
| — чоловіки — жінки                 |                                    |                                    |                                    |                                    |

| Походження мешканців:     | Походження мешканців:     | Походження мешканців: | Походження мешканців: | Походження мешканців: |
| ------------------------- | ------------------------- | --------------------- | --------------------- | --------------------- |
| Походження                |                           |                       | осіб                  | %                     |
| Корінні американці        | Корінні американці        |                       | 0                     | 0%                    |
| Інше північноамериканське | Інше північноамериканське |                       | 10                    | 6.9%                  |
| Європейське               | Європейське               |                       | 140                   | 96.55%                |
| британське                | британське                |                       | 80                    | 55.17%                |
| французьке                | французьке                |                       | 10                    | 6.9%                  |

| Зайнятість населення за галузями (за класифікацією NOC): | Зайнятість населення за галузями (за класифікацією NOC): | Зайнятість населення за галузями (за класифікацією NOC): | Зайнятість населення за галузями (за класифікацією NOC): | Зайнятість населення за галузями (за класифікацією NOC): |
| -------------------------------------------------------- | -------------------------------------------------------- | -------------------------------------------------------- | -------------------------------------------------------- | -------------------------------------------------------- |
|                                                          |                                                          |                                                          |                                                          |                                                          |
| Управління                                               | Управління                                               |                                                          | 11,8%                                                    | 11,8%                                                    |
| Бізнес, фінанси та адміністрування                       | Бізнес, фінанси та адміністрування                       |                                                          | 11,8%                                                    | 11,8%                                                    |
| Охорона здоров'я                                         | Охорона здоров'я                                         |                                                          | 11,8%                                                    | 11,8%                                                    |
| Роздрібна торгівля та послуги                            | Роздрібна торгівля та послуги                            |                                                          | 29,4%                                                    | 29,4%                                                    |
| Гуртова торгівля, транспорт та обладнання                | Гуртова торгівля, транспорт та обладнання                |                                                          | 29,4%                                                    | 29,4%                                                    |
| Природні ресурси, сільське господарство                  | Природні ресурси, сільське господарство                  |                                                          | 11,8%                                                    | 11,8%                                                    |
| Виробництво                                              | Виробництво                                              |                                                          | 11,8%                                                    | 11,8%                                                    |

## Клімат
Середня річна температура становить 2,7°C, середня максимальна – 21,4°C, а середня мінімальна – -20,2°C. Середня річна кількість опадів – 438 мм.
| Клімат поселення                              | Клімат поселення | Клімат поселення | Клімат поселення | Клімат поселення | Клімат поселення | Клімат поселення | Клімат поселення | Клімат поселення | Клімат поселення | Клімат поселення | Клімат поселення | Клімат поселення | Клімат поселення |
| Показник                                      | Січ.             | Лют.             | Бер.             | Квіт.            | Трав.            | Черв.            | Лип.             | Серп.            | Вер.             | Жовт.            | Лист.            | Груд.            |                  |
| Середній максимум, °C                         | −6,96            | −3,47            | 1,92             | 10,90            | 17,30            | 21,39            | 21,32            | 20,70            | 15,50            | 9,62             | −0,26            | −6,72            |                  |
| Середня температура, °C                       | −13,59           | −10,1            | −4,69            | 4,30             | 10,66            | 14,75            | 16,43            | 15,80            | 10,60            | 4,71             | −5,16            | −11,62           |                  |
| Середній мінімум, °C                          | −20,22           | −16,73           | −11,32           | −2,38            | 4,02             | 8,11             | 11,54            | 10,92            | 5,70             | −0,19            | −10,06           | −16,54           |                  |
| Норма опадів, мм                              | 21               | 13               | 19               | 26               | 43               | 80               | 82               | 59               | 40               | 19               | 19               | 17               |                  |
| Середньомісячна швидкість вітру, м/с          | 3.50             | 3.40             | 3.60             | 3.90             | 3.90             | 3.60             | 3.30             | 3.10             | 3.30             | 3.50             | 3.62             | 3.56             |                  |
| Середньомісячна сонячна радіація, кДж/м²·день | 3759             | 7327             | 12463            | 17428            | 20731            | 22057            | 22615            | 18995            | 12967            | 7763             | 3968             | 2763             |                  |
| --------------------------------------------- | ---------------- | ---------------- | ---------------- | ---------------- | ---------------- | ---------------- | ---------------- | ---------------- | ---------------- | ---------------- | ---------------- | ---------------- | ---------------- |
| Джерело:                                      |                  |                  |                  |                  |                  |                  |                  |                  |                  |                  |                  |                  |                  |